# 1976 في الأردن
فيما يلي قوائم الأحداث التي وقعت خلال عام 1976 في الأردن.